# Nyctiprogne
Nyctiprogne là một chi chim trong họ Caprimulgidae.

## Các loài
- Nyctiprogne leucopyga (Spix, 1825)
- Nyctiprogne vielliardi (Lencioni-Neto, 1994)